# Morgue

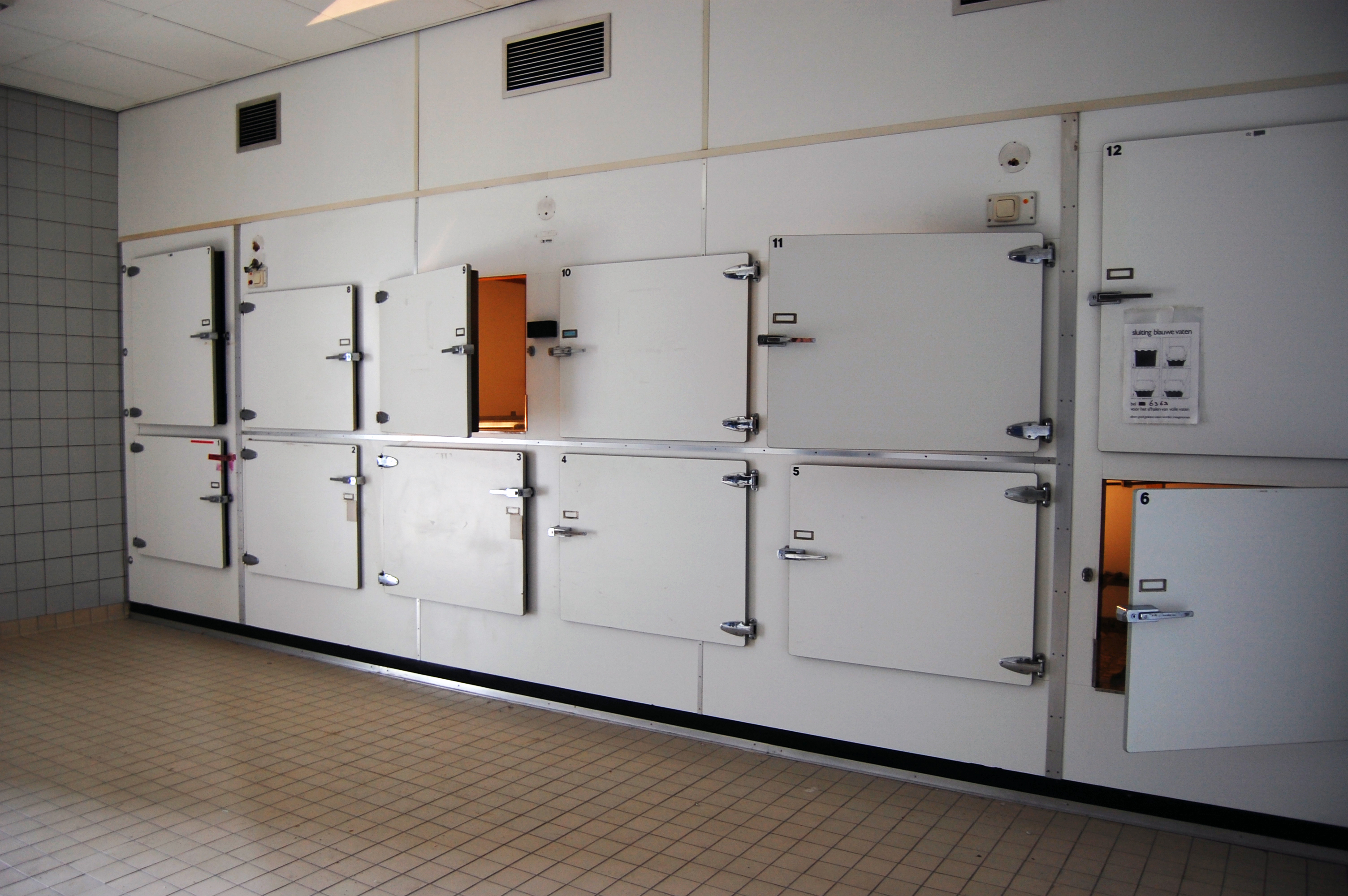
Interior de una morgue en un hospital abandonado en Deventer, Países Bajos.

Una morgue es un establecimiento (que puede estar dentro de un hospital o en otro lugar) destinado al almacenamiento de cadáveres humanos que aguardan para la identificación Investigación médica,criminal y policial forense de causa de muerte , investigación por causas naturales y/o  externas de la muerte , o extracción para autopsia o eliminación por entierro, cremación u otro método. En su versión moderna, los cadáveres son refrigerados para atrasar la descomposición.

## Etimología

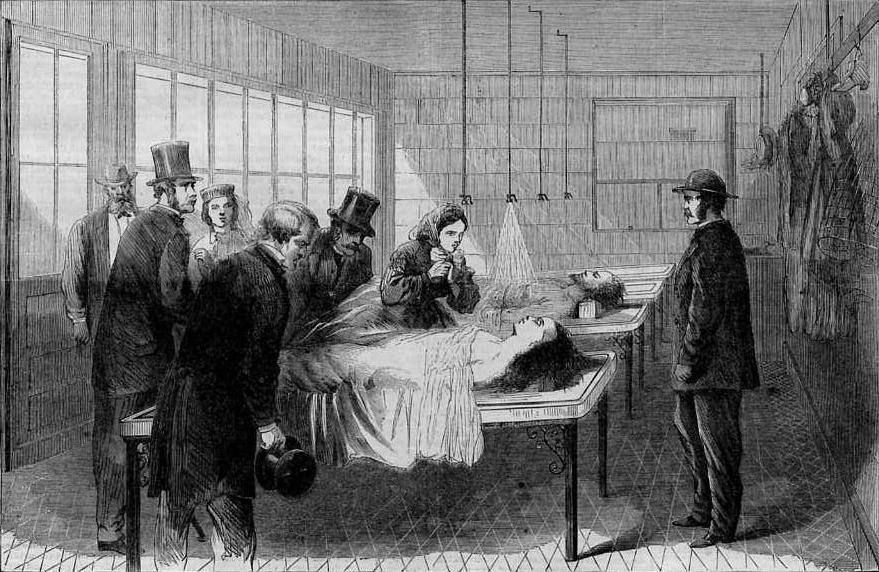
La primera morgue en Nueva York, abierta en 1866 en el Hospital Bellevue.

Morgue viene del francés morgue, que significa «para mirar solemnemente». Fue utilizado inicialmente para describir el lugar de las cárceles donde los prisioneros nuevos eran llevados para ser reconocidos en el futuro por los guardianes.
Adquirió su significado moderno en París, en el siglo XV, siendo usado para describir el lugar del Grand Châtelet utilizado para el almacenamiento e identificación de cadáveres desconocidos. Al ser demolido por órdenes de Napoleón Bonaparte, se construyó otro edificio con el mismo fin y fue denominado formalmente con el nombre de La Morgue (el cual a su vez también fue demolido en 1864). La Morgue estaba cerca de la facultad de medicina de la Universidad de La Sorbona el juzgado y el cuartel de policía, exactamente en Quai du Marché Neuf y Pont St. Michel.

## Tipos de cuartos fríos
Hay dos tipos de cuartos fríos mortuarios:
Temperatura sobre cero
Los cuerpos son mantenidos entre los 2 °C y 4 °C. Es normalmente utilizado para mantener cuerpos hasta por varias semanas, pero no impide la descomposición, la cual continúa aunque de forma más lenta que con la temperatura ambiente.
Temperatura bajo cero
Los cuerpos son mantenidos entre los -10 °C y -50 °C. Es normalmente utilizado en institutos forenses, particularmente cuando un cuerpo no ha sido identificado. En estas temperaturas el cuerpo queda completamente congelado y la descomposición es muy reducida.